# Driekantige bies
Driekantige bies (Schoenoplectus triqueter, synoniem: Scirpus triqueter) is een overblijvende plant, die behoort tot de cypergrassenfamilie (Cyperaceae). De soort staat op de Nederlandse Rode lijst van planten als zeldzaam en sterk in aantal afgenomen. De plant komt voor in Europa, Azië en Zuid-Afrika.
De plant wordt 50–100 cm hoog en heeft een kruipende, tot 5 mm dikke wortelstok met uitlopers. De tot 5 mm brede stengel is scherp-driekantig. De bladeren zijn gootvormig, tot 6 cm lang en ongeveer 5 mm breed.

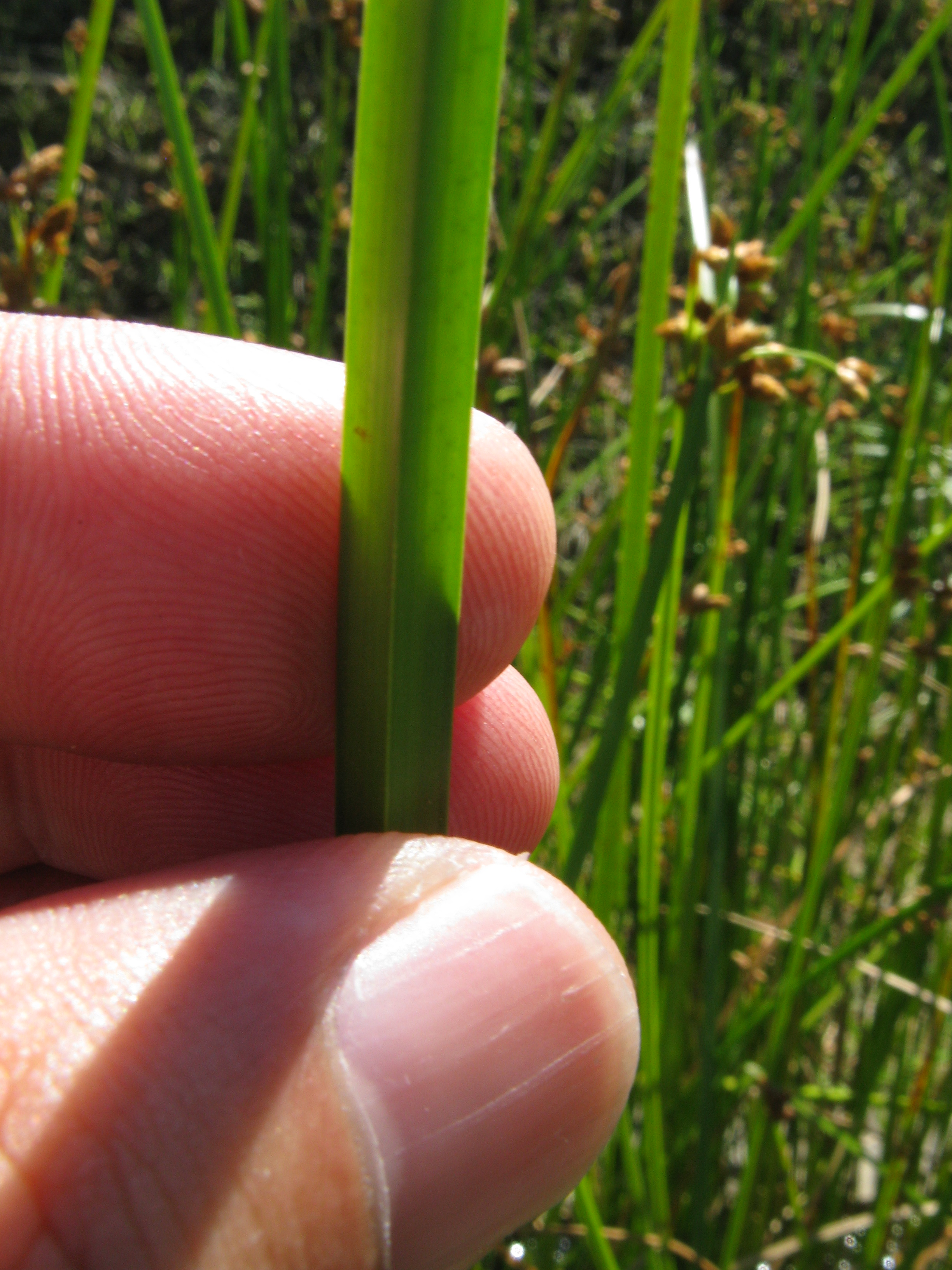
Stengel

Driekantige bies bloeit van juni tot in september met 1 cm lange aren in tuilvormige bloeiwijze met takken van verschillende lengte of soms in een hoofdje. Meestal heeft alleen het bovenste stengelblad een bladschijf. De stijl van de bloem heeft twee stempels. De bruine kafjes zijn aan de top niet of nauwelijks ingesneden. Er zijn vier tot zes tot borstels omgevormde schutblaadjes, die even lang zijn als de vrucht.
De vrucht is een 2-2,5 mm lang, glad nootje.
Driekantige bies komt voor in het zoetwatergetijdengebied aan de oevers van rivieren.

## Namen in andere talen
- Duits: Dreikant-Teichsimse
- Engels: Triangular Club-rush, Streambank Bulrush
- Frans: Scirpe triquètre